# Sanvordém
Sanvordém (concani: सांवड्डें, Sanvodd'ddem) é uma vila no distrito de Goa Sul, no estado indiano de Goa.

## Demografia
Segundo o censo de 2001, Sanvordém tinha uma população de 4832 habitantes. Os indivíduos do sexo masculino constituem 50% da população e os do sexo feminino 50%. Sanvordém tem uma taxa de literacia de 72%, superior à média nacional de 59,5%: a literacia no sexo masculino é de 78% e no sexo feminino é de 67%. Em Sanvordém, 12% da população está abaixo dos 6 anos de idade.